# Payas
Payas (també Yakacık) és una ciutat de Turquia a la província de Hatay, districte de Dörtyol, a la costa de la Mediterrània al fons del golf d'Alexandretta, 18 km al nord d'Iskandarun. El 2010 tenia 33.444 habitants. La principal activitat fou tradicionalment l'agricultura però després de la instal·lació als anys 1970 de la factoria d'Isdemir, İskenderun Iron and Steel Co. la ciutat es va transformar en una població industrial i els negocis es van desenvolupar.

## Història
Fou un punt estratègic clau de la ruta entre Cilícia i Antioquia de l'Orontes. Correspon a la clàssica Baiae. Sota els àrabs va agafar (segons els geògrafs medievals) el nom de Bayyas i fou una posició entre Iskandarun i la fortalesa d'al-Massisa (Mopsuèstia). Des del 1516 va passar als otomans i va esdevenir ciutat portuària de certa importància. El visir Sokollu Mehmed Pasha (1565-1579) hi va construir un caravanserrall, una mesquita, una madrassa, un imaret i uns banys. Al segle xvii Evliya Çelebi la va visitar i diu que era un port fortificat amb bateries i canons. Al segle xix fou agregada al vilayat d'Adana i Cuinet diu que tenia uns 6.300 habitants, més de la meitat musulmans. Després d'una breu ocupació francesa al final de la I Guerra Mundial (1919-1921) l'acord entre Turquia i França de 1921 va establir la ciutat com a posició fronterera en mans de Turquia; el 1939 quan la república d'Hatay va passar a Turquia, Payas va tornar a ser reagrupada a la província i fou una nahiye del districte de Dort-Yol o Dörtyol. El 1950 tenia només 2.653 habitants.